# Red Digital de ARY
Red Digital de ARY es una filial del Grupo ARY. El grupo de compañías ARY es una sociedad de cartera con sede en Dubai fundada por un empresario pakistaní, Haji Abdul Razzak Yaqoob (ARY).

## Historia
ARY Digital, anteriormente conocido como el Canal de Pakistán, se lanzó en el Reino Unido en diciembre de 2000 para satisfacer las crecientes demandas de entretenimiento del sur de Asia en la región. En un lapso corto de tres años, la propuesta única y el contenido del canal resultaron en una popularidad masiva y para permitir una mayor expansión y transmisión a otros países. Utiliza Samacom, un proveedor monopolizador de enlace ascendente con sede en los EAU, como la estación de teletransporte de enlace ascendente.

### Afilia Programar
Recientemente ARY Digital se ha afiliado a varias otras redes de televisión para promocionar su contenido en Pakistán. Entre estos están Fashion TV para los cuales un canal regional FTV Pakistan ha estado emitiendo desde diciembre de 2005 en la red ARY Digital. Hay planes en marcha para Al Jazeera Urdu en afiliación con Al Jazeera, dirigidos a 110 millones de hogares de habla urdu en todo el mundo y HBO Pakistán en asociación con la división del sur de Asia de HBO . Con la ayuda de la red, Nickelodeon también planea iniciar sus operaciones en Nick Pakistán, donde se trasladaría a 2.5 millones de hogares con niños. Con tanta diversidad internacional en el cinturón de la red, Salman Iqbal, CEO y presidente global de la red ARY Digital, confía en que la red está brindando calidad internacional al creciente mercado de Pakistán.

### Programación Especializada
En 2004, ARY Digital había terminado tres empresas hermanas aparte del canal insignia ARY Digital, canales dirigidos a la programación generalizada. Incluyen: ARY News, un canal de noticias las 24 horas; ARY Musik, un canal dirigido a la generación más joven con lo último de la escena musical paquistaní y ARY Qtv, un servicio religioso. Con estos cuatro canales en su haber, la audiencia de la red creció en los próximos años y ARY Digital a menudo se llamaría a sí mismo el proveedor de entretenimiento premium en la región.

### Lista de canales
ARY Digital Network se compone de los siguientes canales:
- ARY Digital - Infoentretenimiento para la región de Asia
- ARY Sports - Portal oficial de deportes en línea
- ARY Digital UK - Infoentretenimiento para la Región del Reino Unido - Ya no está disponible
- Familia ARY - Infoentretenimiento para la región del Reino Unido
- New Vision TV - Noticias independientes las 24 horas
- ARY Digital ME - Infoentretenimiento para la Región del Medio Oriente
- ARY Digital USA - Infoentretenimiento para la región de EE. UU.
- ARY Zindagi - Canal de información y entretenimiento
- ARY Films - empresa distribuidora de películas
- ARY Musik - música las 24 horas
- ARY News - Noticias independientes las 24 horas
- ARY Qtv - Quran TV, contenido religioso
- ARY Zauq - Canal de comida
- Nickelodeon Pakistán
- HBO Pakistan
- ARY Tube - Portal de video oficial de ARY Digital Network

### Nombres de canales anteriores
ARY One World Archivado el 30 de agosto de 2019 en Wayback Machine.
El musik 
QTV
ARY Zauq 

### Próximos canales
ARY Sports Archivado el 30 de agosto de 2019 en Wayback Machine.

## ARY Films
ARY Películas es compañía de distribución de la película  corriendo en Pakistán. Es una parte  de ARY Red Digital. Treinta cinco películas que incluyen 11 Urdu, 6 Punjabi y 17 Pashto las películas estuvieron liberadas por ARY Películas en 2013. Entre ellos Waar, Principales Hoon Shahid Afridi, Josh, Chambaili, Zinda Bhaag, Siyaah y Lamha superior los gráficos en industria.

## Canal BOL
- VH1 Pakistán
- TV de moda
- Canal de compras ARY

## Disponibilidad

#### Programación continental
En 2004, ARY Digital dividió sus transmisiones de tal manera que cada continente tenía una programación diferente en diferentes momentos, para facilitar mejor la audiencia. Los canales se dividieron de la siguiente manera:
- ARY Digital Asia
- ARY Digital UAE
- ARY Digital Reino Unido / Europa
- ARY Digital USA

### Maestro digital
Esta versión del canal es gratuita, ya que los canales en el subcontinente indio suelen ser gratuitos. A diferencia de otras versiones del canal, ARY Digital Asia, presenta una variedad más amplia de programas y programas. Muchos de los cuales pueden incluir programas extranjeros, como películas de Hollywood y Bollywood, programas de televisión indios e ingleses, por ejemplo, Criminal Minds, 24 y Fear Factor: Khatron Ke Khiladi es uno de los programas de televisión indios e ingleses que se emite actualmente.

##### ARY Digital UAE
ARY Digital UAE también es gratuito, pero la programación se limita solo a los programas paquistaníes, esto incluye los dramas y programas de televisión exclusivos de ARY Digital, esto se debe a que los canales locales de los EAU poseen los derechos de programas y películas estadounidenses e inglesas. Los programas indios tampoco se transmiten en la versión de EAU, esto se debe a que los canales indios originales transmiten los programas en su propio canal.
El perro guardián del Reino Unido revoca las licencias de ARY
En un comunicado publicado el miércoles, el organismo de control, conocido como Ofcom, dijo que había revocado las licencias de los seis canales propiedad de ARY Network.
"La Red ARY poseía seis licencias del Servicio de Contenido con Licencia de Televisión ('TLCS') otorgadas bajo la Parte 1 de la Ley de Radiodifusión de 1990", dijo la declaración de Ofcom. "Estas licencias se utilizaron para transmitir los siguientes canales: ARY Digital, ARY QTV, ARY News, ARY World News, QTV – Islamic Education Channel y ARY Entertainment". [11]

## Junta Consultiva de Medios ARY
En el turno de los eventos que condujeron a la emergencia en diciembre de 2007, Salman Iqbal, CEO de la red, anunció junto con el comité de la red ARY Digital el establecimiento de una junta asesora de medios, cuyo propósito sería evaluar la cobertura de los medios (ya sea noticias u otros programas) en la red. Al decir que ARY Digital ha estado informando sin prejuicios durante un tiempo, pero los eventos recientes que anuncian la regla de emergencia y el cierre temporal de una de las redes de noticias más grandes Geo TV, ARY Digital requirieron una mejor cobertura imparcial. Llegó a la conclusión de que una serie de líderes gubernamentales podrían sopesar la cobertura presentada por la red sobre la base de su racionalidad y cobertura para que los medios retratados por la red estuvieran en verso con la forma en que se supone que se debe representar a Pakistán. La junta tendría asientos para 20 miembros, cada uno centrado en diferentes aspectos de los medios de comunicación proporcionaría sus puntos de vista sobre cómo deben retratarse los medios.

## Crítica
Durante un breve período en 2003, ARY Digital recibió críticas por emitir comentarios despectivos de un preso contra el Tribunal Antiterrorista (ATC-3) y un video que muestra a jóvenes calvas tras las rejas pidiendo clemencia. El desacato a los procedimientos judiciales contra los funcionarios de la red se retiró después de que el juez aceptara las disculpas incondicionales.
El intento de toma de posesión de BOL Network y BOL News ocurrió en agosto de 2015 por el CEO de ARY Digital Network , Salman Iqbal, quien dijo que la decisión se tomó con el objetivo de brindar protección profesional a la industria de los medios y sus trabajadores. El fundador de ARY Group dijo que su grupo de medios lanzaría la transmisión del canal dentro de tres semanas. Sin embargo, este acuerdo fracasó y en septiembre de 2015 se anunció que ARY no se haría cargo de BOL.